# Tritonia florentiae
Tritonia florentiae är en irisväxtart som först beskrevs av Hermann Wilhelm Rudolf Marloth, och fick sitt nu gällande namn av Peter Goldblatt. Tritonia florentiae ingår i släktet Tritonia och familjen irisväxter. Inga underarter finns listade i Catalogue of Life.